# Tesoco
Tesoco es una localidad del municipio de Valladolid en Yucatán, México.

## Toponimia
El nombre (Tesoco) proviene del idioma maya. Lingüísticamente es Te': Marca localización de aquí. 
T's'ok: Término. 
o': Topicalizador.

## Datos históricos
- En 1910 cambia su nombre de Tezoco a Tesoco.

## Demografía
Según el censo de 2005 realizado por el INEGI, la población de la localidad era de 1111 habitantes, de los cuales 547 eran hombres y 564 mujeres.
| 120                         | 173 | 251 | 307 | 312 | 345 | 244 | 275 | 370 | 563 | 767 | 924 | 1111 | 1351 |
| (Fuente: INEGI [Consultar]) |     |     |     |     |     |     |     |     |     |     |     |      |      |